# Casa Senyorial de Vane
La Casa Senyorial de Vāne (en letó: Vānes muižas pils) és una mansió a la històrica regió de Semigàlia, a la parròquia de Vāne del municipi de Kandava de Letònia.

## Història
Construït en la dècada de 1870 amb característiques neogòtiques per l'arquitecte T. Seiler, Va patir grans danys per un incendi a conseqüència de la revolució russa de 1905. Va ser restaurat entre 1936 i 1940 per al seu ús actual com l'escola primària Vane.